# Alien vs. Predador
Alien vs. Predator (br / pt: Alien vs. Predador) é um filme de ficção científica, produzido nos Estados Unidos, Reino Unido, Alemanha, República Checa e Canadá, dirigido por Paul W. S. Anderson e com roteiro dele próprio, Dan O'Bannon e Ronald Shusett. É baseado nas formas de vida extraterrestre de duas séries de filmes da 20th Century Fox, Alien e Predator, um crossover introduzido em uma história de Banda desenhada de 1989 da Dark Horse Comics.
Alien vs. Predador foi um sucesso comercial, conseguindo arrecadar 172 milhões de dólares tendo gasto 60 milhões de dólares em sua produção. O sucesso do filme conduziu para uma sequência em 2007 intitulada Aliens vs. Predator: Requiem.

## Sinopse
Os equipamentos de satélite do bilionário Charles Bishop Weyland (Lance Henriksen) detectam uma fonte de calor em um ponto remoto na Antártida. Sendo assim, as Indústrias Weyland recruta uma equipe composta de seguranças, técnicos e cientistas de diversas partes do mundo para explorar a estrutura semelhante a uma pirâmide. A expedição navega pela Plataforma de gelo Ross até o ponto de detecção, a 600 metros de profundidade na ilha Bouvetøya, numa antiga estação baleeira. A equipe descobre um túnel através do gelo que vai na direção exata da estrutura.
Esta movimentação é observada pela nave espacial dos Predadores. Três deles partem para o local, e matam vários seguranças que ficaram do lado de fora do caminho da pirâmide.
Enquanto isso, já lá dentro, os humanos vão descobrindo alguns segredos como: que a pirâmide foi construída há muitos milênios por povos que habitavam a Antártida numa época que ela era tropical e habitável, e esses faziam sacrifícios aos "deuses" (os Predadores) que usavam as vítimas para serem infectadas e gerarem "serpentes" (os Aliens) para servirem como caça competitiva; e que a pirâmide muda de forma internamente em suas câmaras de dez em dez minutos, como um labirinto até chegar na câmara de sacrifício. Uns humanos ficam e outros vão, até que acham as armas dos predadores numa urna secreta, e estes já dentro da pirâmide aparecem para atacar. Então a pirâmide muda de forma dando oportunidade de escapar a um grupo de pessoas para um outro caminho, e os outros foram aprisionados. Enquanto isso, a serpente mãe (Rainha Alien) é despertada de sua longa hibernação e começa a colocar ovos. Os ovos, ao eclodirem, liberam larvas que saem em busca de corpos humanos para infectar. As larvas infectam e matam cada pessoa dentro da pirâmide e a partir daí começa a infestação dos aliens pelo local.
Enquanto que os sobreviventes Alexa Woods (Sanaa Lathan) e Sebastian de Rosa (Raoul Bova) esperam pela nova formação da pirâmide, os mesmos descobrem que devem devolver a arma do Predador para ele matar as serpentes (Aliens). Mas ao tentar fugir de uma serpente, eles devem pular em um grande buraco. Sebastian tenta salvar Alexa, mas é pego pela serpente e capturado como refém para infecção. Nesse momento um dos Predadores é atacado por uma larva após matar alguns Aliens adultos e fica por um tempo desacordado. O outro Predador foi atacado e morto pelos serpentes. Ao retornar para as ações de combate aos Aliens, se depara com Alexa sendo cercada por eles e os mata com sede de vingança, quando ele percebe que ela carrega consigo a sua arma principal de combate. Ela se alia ao predador que resta, e ainda uma serpente (alien) os ataca, mas o Predador a mata e faz arma com a cauda e um escudo com o crânio do Alien (que é à prova dos danos provocados pelo ácido do sangue deles) e coloca um símbolo de guerreiro no rosto de Alexa, que tem que matar Sebastian, pois ele está com um embrião da serpente no seu corpo.
Eles chegam a um ninho que está prestes a eclodir várias larvas. Os mesmos colocam uma bomba e saem da pirâmide, com a missão de evitar que a Rainha chegue até a superfície, mas ela consegue sair e os dois têm que matá-la. Eles a matam enrolando ela nas correntes de um reservatório de aço suspenso e a empurram num lago congelado, mas o Predador é atingido antes desse evento e morre logo depois. Por fim, a nave mãe dos Predadores chega para resgatar o corpo e reconhecem o símbolo de guerreiro no rosto de Alexa, que recebe uma lança e a sobrevivência como gratidão. A nave parte, mas no interior dela sai um embrião do corpo do Predador morto, que foi infectado pela larva ainda dentro da pirâmide.

## Elenco
- Sanaa Lathan como Alexa Woods (ou "Lex" Woods): Alexa "Lex" Woods foi uma técnica ambiental que participou de uma expedição das Indústrias Weyland a Bouvetøya, Antártica, em 2004, para investigar uma antiga pirâmide enterrada sob o gelo de lá.
- Lance Henriksen como Charles Bishop Weyland: Charles Bishop Weyland era um industrial bilionário e fundador e CEO das Indústrias Weyland. Em 2004, ele organizou uma expedição a Bouvetøya, na Antártica, para investigar uma antiga pirâmide enterrada sob o gelo de lá.
- Raoul Bova como Sebastian De Rosa:
- Ewen Bremner como Graeme Miller:
- Colin Salmon como Maxwell Stafford:
- Tommy Flanagan como Mark Verheiden:
- Carsten Norgaard como Rustin Quinn:
- Tom Woodruff, Jr. como Alien:
- Ian Whyte como Predador:
- Joseph Rye – Joe Connors:
- Agathe De La Boulaye como Adele Rousseau:
- Sam Troughton como Thomas Parkes:
- Petr Jákl como Stone
- Pavel Bezdek como Bass:
- Kieran Bew como Klaus:
- Carsten Voigt como Mikkel:
- Jan Pavel Filipensky como Boris:
- Adrian Bouchet como Sven
- Andy Lucas como Juan Ramirez:

## Produção

### Quinto filme da sérieAliene sequência
Antes da 20th Century Fox dar luz verde a Alien vs. Predator, o roteirista/diretor de Aliens, James Cameron estava trabalhando em uma história para um quinto filme de Alien. O diretor de Alien, Ridley Scott, havia conversado com Cameron, afirmando: "Acho que seria muito divertido, mas o mais importante é acertar a história". Em uma entrevista em 2002, o conceito de Scott para uma história era "voltar para onde as criaturas Aliens foram encontradas e explicar como elas foram criadas"; esse projeto acabou se tornando o filme de Scott, Prometheus (2012). Ao descobrir que a Fox pretendia seguir com Alien vs. Predator, Cameron acreditava que o filme "mataria a validade da franquia" e interrompeu o trabalho em sua história: "Para mim, isso foi Frankenstein Meets Werewolf. Era a Universal apenas pegando suas propriedades e começando a jogá-las uma contra o outra ... Ordenhando." Depois de assistir Alien vs. Predator, Cameron comentou que "foi realmente muito bom. Penso nos cinco filmes de Alien, eu classificaria como o terceiro melhor. Na verdade, gostei. Na verdade, gostei muito." Por outro lado, Ridley Scott não tinha interesse nos filmes Alien vs. Predator. Quando perguntado em maio de 2012 se ele os assistira, Scott riu: "Não. Eu não poderia fazer isso. Não conseguia dar esse passo." O diretor Neill Blomkamp tentaria lançar sua sequência de Aliens, mas o projeto foi cancelado.

### Origens
O conceito de "Alien versus Predador" surgiu com a revista em quadrinhos homônima (Aliens versus Predador) de 1989, que foi publicada após a aparição de uma caveira Alien na sala de troféus na nave espacial do Predador no filme Predator 2. O roteirista Peter Briggs criou o roteiro original em 1990-1991, que foi baseado na primeira série das histórias em quadrinhos publicada pela Dark Horse Comics. Em 1991, ele vendeu o conceito para a 20th Century Fox, que possuía os direitos sobre as franquias do filmes, mas a empresa não deu início ao projeto até 2002. A história Alien Vs. Predator atravessou virtualmente todas as formas de mídia antes de se apresentada na forma de filme em 2004, já foi uma bem sucedida série de revistas em quadrinhos, linha de brinquedos, vários videogames, trilha sonora (do jogo para PC) e, inclusive, uma série de cartas.
Um esboço rascunhado por James DeMonaco e Kevin Fox foi rejeitado pelo produtor John Davis, que esperava dar ao filme uma proposta original que pudesse ser ambientada na Terra. Havia seis produtores envolvidos nos planos de filmagem entre as franquias do filme e todos estavam muito preocupados sobre a ideia de um filme apresentando as duas criaturas.  Paul W.S. Anderson submeteu a Davis uma história que ele trabalhou por oito anos e apresentou, também, o conceito de arte elaborado por Randy Bowen, impressionado com a ideia de Anderson, Davis comparou o enredo do projeto ao filme Tubarão, sucesso de Steven Spielberg de 1975. Anderson começou a trabalhar no filme depois de terminar o script de Resident Evil: Apocalypse, em parceria com Shane Salerno. A cadeira de diretor foi oferecida para Guillermo del Toro, mas ele optou por dirigir o filme Hellboy (2004).

### Enredo e cenário
Antes de o roteiro oficial ser divulgado, repórteres anunciaram que a história seria sobre humanos que tentaram atrair Predadores usando ovos de Alien, todavia a ideia foi abandonada. Influenciado pelo trabalho de Erich von Däniken, Anderson pesquisou em suas teorias como ele acreditava que civilizações antigas foram capazes de construir gigantescas pirâmides com ajuda alienígena, uma ideia baseada na mitologia asteca. Anderson introduziu esses conceitos em Alien vs. Predator, descrevendo um cenário onde Predadores ensinaram civilizações humanas antigas a construir pirâmides e usaram a Terra para seus rituais de passagem, que ocorriam a cada 100 anos e, onde os Predadores deviam caçar Aliens. Para explicar como essas civilizações desapareceram sem deixar pistas, Anderson introduziu o conceito de que os Predadores, sobrepujados pelos Aliens, usaram suas armas de auto-destruição e mataram todas as formas de vida da área. O romance de H. P. Lovecraft, At the Mountains of Madness de 1931, serviu de inspiração para o filme, além de vários elementos da série Aliens vs. Predator em quadrinhos. O roteiro inicial de Anderson previa a apariação de cinco Predadores no filme, posteriormente esse número foi reduzido para três.
Como Alien vs. Predator é uma sequência dos filmes do Predador e uma continuação da série Alien, Anderson foi cauteloso para não ser contraditório com a continuidade das franquias. Ele escolheu como set de filmagem a remota Ilha Bouvet na Noruega justificando sua escolha por considerar aquele o ambiente mais hostil da Terra e provavelmente o mais próximo que uma superfície alienígena poderia parecer. E não utilizou nesse filme um ambiente urbano, como por exemplo, a cidade de Nova Iorque para não quebrar a continuidade da série Alien, pois nesses filmes, que se passam no futuro, Ellen Ripley, a protagonista, não tinha conhecimento da existência das criaturas até seu primeiro contato com elas. Quando Ripley e sua equipe de mineração chegam a um planeta desconhecido e encontram o esqueleto de uma rainha Alien e seus ovos no planeta abandonado.

### Sobre o elenco
O primeiro ator a ser confirmado para fazer parte do elenco de Alien vs. Predator foi Lance Henriksen, que interpretou o personagem Bishop em Aliens e Alien 3. Por mais que as histórias dos filmes da série Alien se passem há cerca de 150 anos no futuro, em relação ao enredo do filme atual, Anderson quis manter a continuidade com a série incluindo um ator familiar para os fãs. Henriksen interpreta o bilionário Charles Bishop Weyland, um personagem que possui vínculo com a Weyland-Yutani Corporation da série Alien. De acordo com Anderson, as Indústrias Weyland, a qual Charles Bishop é chefe, descobriu a pirâmide alienígena e como resultado desta descoberta uma nova empresa foi criada a Weyland-Yutani Corporation que no futuro, cerca de 150 anos após os eventos do filme, teria criado um androide à semelhança de Weyland. Seria o mesmo tipo de coisa se, por exemplo, a Microsoft resolvesse criar, daqui a 100 anos, um andróide que se parecesse com Bill Gates.
Anderson optou por um elenco europeu que incluiu o ator italiano Raoul Bova, Ewen Bremner da Escócia e o ator Colin Salmon. Segundo o produtor Davis essa miscigenação de atores dava um toque especial ao filme, dando a possibilidade de elaborar vários e distintos personagens. O papel de Max Stafford foi escrito especificamente para Colin Salmon. Centenas de atrizes fizeram os testes para o papel da heroína do filme Alexa Woods.  Sanaa Lathan foi selecionada e uma semana depois dos testes voou para Praga para começar a gravar. Os cineastas sabiam que haveria comparações entre Alexa Woods e Ellen Ripley, a heroína dos filmes Alien e não queriam um clone desta personagem, queriam uma personagem similar com suas próprias peculiaridades.
Anderson revelou em uma entrevista que o governador da Califórnia Arnold Schwarzenegger estava disposto a reprisar seu papel, fazendo uma pequena aparição no filme, como Major Alan Schaeffer do filme Predator desde que ele perdesse as eleições de 2003 e que as filmagens fossem realizadas em sua casa. Entretanto, Schwarzenegger, venceu as eleições com 48,58% dos votos e ficou impossibilitado de participar de Alien vs. Predator.  A atriz Sigourney Weaver, que estrelou Ellen Ripley na série Alien, disse estar feliz por não estar no filme, pois desejava seu personagem morto e que o conceito do filme lhe parecia horrível.

### Filmagens e cenografia
A produção começou no final de 2003 nos Estúdios Barrandov em Praga, República Checa, onde a maior parte das filmagens ocorreram.  O diretor de arte Richard Bridgland foi o responsável pelos sets de filmagem, adereços e veículos usados no filme, seu trabalho foi baseado na arte conceitual desenhada por Anderson que deu uma noção abrangente de como ele queria que as coisas fossem. De vinte cinco a trinta sets, em tamanho natural, foram construídos nos Estúdios Barrandov, a maioria deles simulando o interior da pirâmide. As pinturas, esculturas e hieróglifos da pirâmide foram influenciados pelas civilizações egípcias, cambojanas e astecas, enquanto que a aparência dos quartos da pirâmide foi baseada para criar uma atmosfera claustrofóbica similar ao filme Alien original. De acordo com Anderson, se esses mesmos sets tivessem sido construídos em Los Angeles ele teriam custado cerca de 20 milhões de dólares, entretanto, em Praga eles custaram 2 milhões, fato que constituiu fator crucial para que o custo final do filme ficasse em torno de 60 milhões de dólares.
Miniaturas de vários metros de altura foram criadas para dar ao filme um efeito de realismo maior do que se conseguiria utilizando computação gráfica. Para a miniatura da estação baleeira e para os sets em tamanho natural foram usados cerca de 700 sacos de neve artificial (entre 15-20 toneladas). Uma miniatura de um quebra-gelo com 4,5 metros de altura foi criado ao custo de aproximadamente 37 mil dólares e 10 semanas de trabalho. O diretor de efeitos especiais, Arthur Windus, declarou que o uso de miniaturas foi extremamente benéfico para o processo de filmagem, alegando que com computação gráfica se perde muito tempo para fazer a cena parecer real, enquanto que com miniaturas basta gravar que a cena está pronta. As cenas na estação baleeira foram gravadas em uma miniatura de 25 metros que demorou vários meses para ser construída, sendo projetado com base em um modelo que poderia ser demolido e, então reconstruído, beneficiando as filmagens.

### Efeitos especiais e criaturas
A empresa de efeitos especiais Amalgamated Dynamics Incorporated (ADI) foi contratada para o filme tendo trabalhando anteriormente nos filmes Alien 3 e Alien: Resurrection.  Os produtores responsáveis pelos efeitos visuais do projeto, que continha cerca de 400 cenas com efeitos, foram Arthur Windus e John Bruno.  Os fundadores da Amalgamated Dynamics Incorporated Alec Gillis, Tom Woodruff Jr. e demais membros de sua companhia começaram a desenhar fantasias, miniaturas e efeitos em junho de 2003. Por cinco meses as criaturas foram redesenhadas exaustivamente, as lâminas nos pulsos dos Predadores foram aumentadas cerca de quatro vezes mais do que nos filmes da série "Predator" inicial e um dispositivo de disparo de plasma maior foi criado para o Predador Scar.
A forma básica da máscara do Predador foi mantida, embora detalhes técnicos foram acrescentados e cada Predador teve uma máscara única que os distinguia dos demais. Essas máscaras foram confeccionadas em fibra de vidro, usando moldes de argila e pintadas para dar um aspecto encharcado aos Predadores.
Um boneco hidráulico Alien foi criado pela ADI permitindo a execução de movimentos mais rápidos e dando ao Alien uma aparência mais esguia e esquelética do que se um ator em uma fantasia fosse utilizado. O boneco requereu que seis pessoas o conduzissem, três para a cabeça e corpo, dois para os braços e a sexta pessoa para certificar-se que os sinais chegassem ao computador. O boneco foi usado em seis cenas, incluindo a cena de luta entre um Alien e um Predador que demorou aproximadamente um mês para ficar pronta. A produção tentou utilizar o mínimo possível cenas de computação gráfica;  Anderson declarou que pessoas fantasiadas e bonecos são mais assustadores que monstros construídos eletronicamente por meio da computação gráfica. Aproximadamente 70% das cenas foram criadas utilizando-se fantasias, bonecos e miniaturas. A rainha Alien foi filmada usando uma combinação dos três artifícios, as cenas de computação gráfica foram inseridas para simular movimentos da cauda, quanto esta foi difícil de animar usando bonecos e atores.
Anderson louvou as habilidades do diretor de Alien, Ridley Scott e do diretor de Predator, John McTiernan em serem capazes de criar uma atmosfera de suspense sem a necessidade de mostrar as criaturas até as cenas finais dos seus respectivos filmes, coisa que Anderson queria aplicar em seu Alien vs. Predator.

### Música
O compositor austríaco Harald Kloser foi contratado para criar a música e ambientação sonora do filme. Kloser foi escolhido por Anderson para esse trabalho por já ter revelado ser fã das franquias e, iniciou-o logo após concluir a trilha sonora do filme O Dia Depois de Amanhã. A trilha sonora foi gravada em Londres e foi principalmente orquestral. Anderson comentou que um filme assustador como este era precisava de uma trilha sonora também assustadora. A trilha sonora foi lançada em 31 de agosto de 2004, com 18 faixas de áudio recebeu críticas mistas.  James Christopher Monger do site Allmusic comenta que seguindo os passos dos compositores como James Goldsmith e James Horner, dos filmes antecessores da franquia Alien, Kloser mesclou elementos sinfônicos e orquestrais para dar mais dinamismo às cenas de ação. Ele, também, fez uso de uma miríade de elementos eletrônicos na mixagem de sua obra, todavia, não produziu nada de inovador.
- Faixas[20]

| #   | Título                          | Duração |
| --- | ------------------------------- | ------- |
| 1.  | "1904"                          | 1:16    |
| 2.  | "Alien vs. Predator Main Theme" | 3:29    |
| 3.  | "Antarctica"                    | 2:19    |
| 4.  | "Bouvetoya Island"              | 2:09    |
| 5.  | "Down The Tunnel"               | 1:02    |
| 6.  | "Hanging Bodies"                | 1:46    |
| 7.  | "Southern Lights"               | 1:39    |
| 8.  | "Predator Space Ship"           | 1:12    |
| 9.  | "The Pyramid"                   | 1:11    |
| 10. | "Temple"                        | 1:11    |
| 11. | "Dark World"                    | 2:56    |
| 12. | "History of the World"          | 3:21    |
| 13. | "Alien Fight"                   | 3:14    |
| 14. | "I Need This"                   | 1:45    |
| 15. | "Weyland´s End"                 | 0:56    |
| 16. | "Alien Queen"                   | 1:36    |
| 17. | "Showdown"                      | 3:23    |
| 18. | "The End...Or Maybe Not"        | 3:31    |

## Recepção

### Bilheteria
Alien vs. Predator foi lançado na América do Norte na data de 13 de agosto de 2004 em 3395 cinemas. O filme arrecadou 38,2 milhões de dólares no seu final de semana de estreia, conseguindo uma média de 11.389 dólares por cinema, sendo o número um em bilheteria. Ficou 16 semanas em cartaz nos cinemas e arrecadou 80.281.096 dólares na América do Norte. Internacionalmente, arrecadou 92.262.423 de dólares, sendo 9 milhões no Reino Unido, 16 milhões no Japão e 8 milhões na Alemanha.
Totalizando um faturamento de 172.543.519 de dólares, a maior arrecadação, até então, de um filme das franquias "Alien e Predador", apesar de, apenas considerando a bilheteria americana, "Alien" ter arrecadado mais. Em 2004, Alien vs. Predator foi o trigésimo-terceiro filme com maior arrecadação do ano.

### Críticas
Os críticos não foram autorizados a ver o filme com antecedência, mas uma vez que eles o fizeram a resposta, em geral, foi negativa. As principais críticas ao filme foram em relação aos diálogos considerados pobres e superficiais, aos personagens considerados artificiais e edição acelerada durante as sequências de luta. A iluminação também foi criticada, bem como, a edição do filme para ganhar classificação PG-13, que censura o filme para menores de 13 anos. Todavia, os efeitos especiais e a cenografia receberam vários elogios.
Críticos como Rick Kisonak da revista eletrônica Film Threat, Ian Grey do semanal Orlando Weekly e Staci Layne Wilson do site Horror.com elogiaram o filme dizendo que era um filme descontraído e divertido, entretanto, a maioria dos críticos fez uma análise negativa do filme.
Michael Wilmington do jornal Chicago Tribune comentou que Alien vs. Predator, "estava cheio de clichês de filmes de monstros que faz o espectador rezar para que  o resto do elenco morra o mais rápido possível, tirando-os (e o espectador também) daquela tormenta".  Mathews do jornal New York Daily News comentou que Paul W. S. Anderson provavelmente criou o pior filme de ficção científica desde Battlefield Earth. Gary Dowell do Dallas Morning News alegou que o filme era um clara tentativa de reerguer duas franquias decadentes e Ed Halter do The Village Voice comentou que o filme abria portas para a produção de novas sequências, provavelmente, bem piores que o original.
Em websites americanos, especializados em críticas, o desempenho do filme também não foi considerado bom, no site Rotten Tomatoes Alien Vs. Predator teve 22% de aprovação baseado em 137 críticas e, no site Metacritic, foi cotado em 29 pontos dentro de uma escala de 0 a 100, para essa cotação foram consideradas 21 notas dadas por críticos de importantes mídias americanas, como os jornais The New York Times e Los Angeles Times.   Em setembro de 2009 no site brasileiro E-Pipoca o filme estava cotado com 5.2 pontos em uma escala de 0 a 10.

### Prêmios e Indicações
O filme recebeu uma indicação ao Framboesa de Ouro em 2005 na categoria de "Pior Remake ou Sequência".
Harald Kloser ganhou o BMI Film Music Award em 2005 pela trilha sonora de Alien vs. Predator, na mesma ocasião ganhou outro prêmio pela trilha sonora de O Dia Depois de Amanhã.

### Alien 5e sequência
Antes da 20th Century Fox autorizar a produção de Alien vs. Predator, o diretor/escritor da série Aliens, James Cameron já estava trabalhando na história para o quinto filme da franquia. Ao saber que a Fox pretendia produzir o Alien vs. Predator, Cameron desistiu de trabalhar em sua história acreditando que isso acabaria com a credibilidade da franquia. Todavia, após assistir o filme, Cameron voltou atrás em sua declaração, afirmando que gostou muito do que assistiu. Em uma entrevista realizada em 2002, Ridley Scott  afirmou que, para o quinto filme da série, pretendia voltar ao local onde as criaturas foram vistas pela primeira vez e explicar como elas foram criadas, o que veio a se tornar o filme Prometheus, lançado em 2012.
Uma sequência intitulada, Aliens vs. Predator: Requiem, foi lançada em 25 de dezembro de 2007. Dirigido pelos irmãos Greg e Colin Strause, o filme continua a partir da conclusão de seu predecessor Alien vs. Predator.

## Lançamento em mídias domésticas
Alien vs. Predator foi lançado em DVD na América do Norte em 25 de janeiro de 2005. O DVD continha duas faixas de comentários de áudio, a primeira apresentada por Paul W.S. Anderson, Lance Henriksen e Sanaa Lathan enquanto a segunda John Bruno (supervisor de efeitos especiais) e os fundadores da ADI, Alec Gillis e Tom Woodruff. Foram incluídos como extras do DVD uma gravação de 25 minutos apresentando o making of do filme e uma galeria com imagens da história em quadrinhos "AVP" da editora Dark Horse, além disso, foram acrescentadas três cenas deletadas do filme. No lançamento, Alien vs. Predator estreou, nos Estados Unidos, como o número um nos ranks de DVD´s mais vendidos e vídeo mais alugados.
Em 7 de março de 2005, uma edição contendo dois discos foi lançada (extreme edition), trazendo cenas inéditas do making of, da pré-produção, produção, pós-produção e licenciamento do filme. Uma edição sem censura do filme (unrated edition) foi lançada em 22 de novembro de 2005, contendo os mesmos extras especiais da extreme edition acrescida de oito minutos de sequências inéditas do filme. O filme foi lançado, nos Estados Unidos, no format Blu-ray em 23 de janeiro de 2007.